# Ron Killings
Ronald Aaron Killings (Charlotte (North Carolina), 19 januari 1972) , beter bekend als R-Truth, is een Amerikaans professioneel worstelaar en rapper, die als worstelaar, die sinds 2008 actief is  in de World Wrestling Entertainment. Truth is een 53-voudig WWE 24/7 Champion. Hij was reeds lid van federatie (toen nog World Wrestling Federation (WWF)) in 1999 tot 2002 en is een 2-voudig WWF Hardcore Champion.
Killings maakte bekendheid in 2002 bij de toen pas opgerichte worstelorganisatie Total Nonstop Action Wrestling (TNA, nu bekend als Impact Wrestling) en stond bekend als Ron "The Truth" Killings". Killings is een 2-voudig NWA World Tag Team Champion met B.G. James, beter bekend als Road Dogg. Tevens is Killings een 2-voudig NWA World Heavyweight Champion. Hiermee is hij beshouwd als de allereerste Afro-Amerikaanse World Champion in de geschiedenis van TNA.
Na zijn vertrek van TNA, keerde Killings terug naar de World Wrestling Entertainment onder de ringnaam R-Truth. Hij boekte meteen groot succes en was headliners in verschillende pay-per-view (PPV) evenementen voor het WWE Championship en het toenmalige World Heavyweight Championship. Truth is een 2-voudig WWE United States Champion en een voormalige WWE Tag Team Champion met Kofi Kingston. Vanaf 2016 begon Truth zijn populariteit te stijgen wegens zijn entertainment in WWE. Met de nieuw opgerichte WWE 24/7 Championship in 2019, werden de segmenten met de titel miljoenen keer beken wegens de entertainment van R-Truth en de locaties waar de titel veroverd wordt.

## Carrière
Jackie Crockett van de National Wrestling Alliance (NWA) probeerde Killings te overtuigen om een professioneel worstelaar te worden, maar wees zijn voorstel af om zich te concentreren in zijn muziekcarrière. Killings spendeerde twee jaar lang in zijn muziekcarrière en contacteerde alsnog Crockett vanwege zijn interesse om een professioneel worstelaar te worden. Dankzij Crockett kon Killings paar evenementen van World Championship Wrestling (WCW) en Pro Wrestling Federation (PWF) meemaken.

### Onafhankelijke promoties (1997–2000)
In 1997 debuteerde Killings in de PWF als manager en trainde vervolgens drie jaar lang met Manny Fernandez. In 1999 debuteerde hij in NWA Wildside als K-Krush, waar hij 1 keer het nieuwe, gecreëerde NWA Wildside Television Championship won op 12 december en later op 8 januari 2000 zijn kampioenschap verloor aan A.J. Styles.

### World Wrestling Federation (1999–2001)
In 1999 ondertekende Killings een opleidingscontract met World Wrestling Federation (WWF) en ging worstelen op Memphis Championship Wrestling (MCW), een WWF-opleidingscentrum. Op 12 april 1999 kreeg Killings het beschikbare Southern Heavyweight Championship nadat hij de battle royal won. Op 24 mei 1999 verloor Killings zijn kampioenschap aan de gemaskerde Jerry Lawler, maar paar maanden later, op 17 augustus, won hij voor de tweede keer het kampioenschap door Joey Abs te verslaan. Zijn tweede titelperiode werd op 3 november beëindigd nadat hij door Steve Bradley werd verslagen.
Een jaar later werd Killings door de WWF naar de hoofdrooster gepromoveerd en met Road Dogg aan de slag ging als tag team. Op 13 november 2000 debuteerde Killings op Raw is War en viel William Regal aan tijdens de wedstrijd tegen Road Dogg. Later keerde Road Doggs voormalig partner Billy Gunn terug en Killings werd betrokken in een D-Generation X reünie. Op Survivor Series, zijn eerste pay-per-view evenement, nam Killings samen met de voormalige DX-leden Road Dogg, Billy Gunn en Chyna het op tegen The Radicalz in een 'Survivor Series match'. Killings werd tijdens de mach geëlimineerd door Chris Benoit en The Radicalz won de wedstrijd. Op Armageddon maakten Killings en Road Dogg deel uit van een 'four-way tag team match' voor het WWF Tag Team Championship, die gewonnen werd door Edge en Christian.
Nadat Road Dogg geschorst werd en later werd vrijgegeven van zijn WWF-contract, Killings bekwam een singles ("één-op-één") worstelaar. In 2001 nam hij deel aan de Royal Rumble maar werd door The Big Show geëlimineerd. Op 3 februari 2001 won hij voor de eerste keer het Hardcore Championship nadat hij Raven versloeg. Hij verloor op diezelfde avond zijn kampioenschap aan Crash Holly vanwege een "24/7 regel". Later won Killings voor de tweede keer het kampioenschap op 5 februari maar verloor snel zijn titel aan Holly. Tijdens de zomermaanden was Killings een van de achtergrondfiguren van "The Invasion" angle. Later in dat jaar verliet hij de promotie.

### Xtreme Pro Wrestling (2002)
In 2002 vergezelde Killings de Xtreme Pro Wrestling als K. Malik Shabazz. Hij, Saleem Jihad en Raphael Muhammed vormden de New Panthers, een factie gebaseerd naar de Black Panther Party. Op 20 juli namen Shabazz en Muhammed aan in een 'four-way tag team match' voor het XPW World Tag Team Championship, die gewonnen werd door Halloween en Damián 666. Later in dat jaar verliet hij de promotie.

### Total Nonstop Action Wrestling (2002–2007)

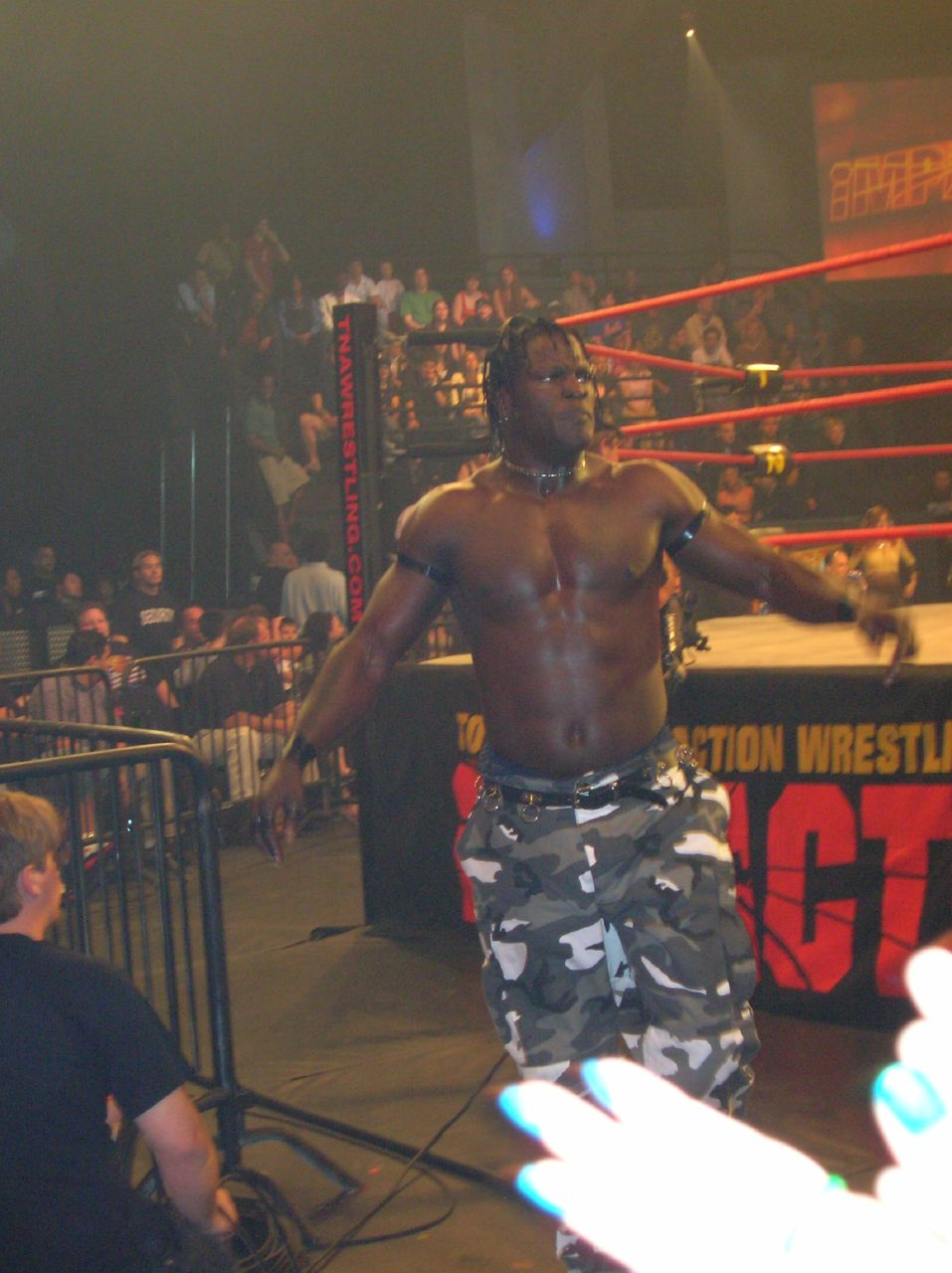
Killings in TNA in 2006

In juni 2002 tekende Killings een contract met Total Nonstop Action Wrestling (TNA) en verscheen voor het eerst in de TNA in de eerste wekelijkse TNA pay-per-view op 19 juni als K-Krush. Op 17 juli 2002 verruilde hij de naam K-Krush in The Truth. Killings begon eventueel zijn naam te gebruiken en hernoemde zichzelf als Ron "The Truth" Killings. Op 7 augustus 2002 won hij zijn eerste TNA-titel, het NWA World Heavyweight Championship, nadat hij Ken Shamrock versloeg. Het was ook de eerste Amerikaanse van Afrikaanse oorsprong die het kampioenschap won. Later verdedigde hij meermaals met succes zijn titel tegen Monty Brown, Jerry Lynn, Low Ki, Curt Hennig en Scott Hall. Op 20 november moest hij zijn titel afstaan aan Jeff Jarrett, die de hulp kreeg van Vince Russo.
In 2003, tussen mei en juni, Killings worstelde samen met Konnan en voormalig WWF-bekende B.G. James. Het trio vormde in juli de 3Live Kru, een worstelteam. Op 26 november 2003 won het team, 3Live Kru, in een 'six man tag team match' van het trio Simon Diamond, Johnny Swinger en Glenn Gilberti het beschikbare NWA World Tag Team Championship. Op 28 februari 2004 moesten ze hun kampioenschap afstaan aan Redshirt Security (Kevin Northcutt en Legend). Op 19 mei 2004 won Killings van NWA World Heavyweight Champion A.J. Styles, Raven en Chris Harris in een 'four-way title match' voor de tweede keer het NWA World Heavyweight Championship. Op 2 juni verloor hij in een 'King of the Mountain match' van Jeff Jarrett en moest de titel afstaan aan Jarrett. Op 7 november 2004, op Victory Road, won 3Live Kru (Killings, Konnan en James) van Team Canada leden Bobby Roode en Eric Young voor het beschikbare NWA World Tag Team Championship. Het was Killings' zijn tweede NWA World Tag Team Championship titel. Nadat Konnan een blessure opliep, Killings en James verloren hun titel aan Team Canada. In begin 2005 feuded ("ruziede") de 3Live Kru met Michael Shane en Kazarian, Team Canada en The Naturals.
Nadat James' voormalig tag team-partner van de WWF, Billy Gunn, TNA vergezelde als "The New Age Outlaw" en probeerde James te overtuigen om hun voormalig tag team, de New Age Outlaws te hervormen. Killings en Konnan feuded met de New Age Outlaws. Killings verliet later de team en de groep, 3Live Kru, valt uiteen en werd later ontbonden.
In 2006 ging Killings dan als singles worstelaar en vergezelde "Stings Warriors". Op 23 april 2006, op Lockdown, Stings Warriors (Sting, Killings, A.J. Styles en Rhino) versloeg Jarretts Army. Op 9 september 2007, op No Surrender, het duo Killings en Adam "Pacman" Jones versloegen Sting en Kurt Angle voor het TNA World Tag Team Championship. Op 14 oktober 2007 moesten Killings en Rasheed Lucius "Consequences" Creed, die Jones verving, hun titel afstaan aan A.J. Styles en Tomko. In december 2007 werd hij vrijgegeven van zijn TNA-contract.

### Terugkeer naar WWE (2008-heden)

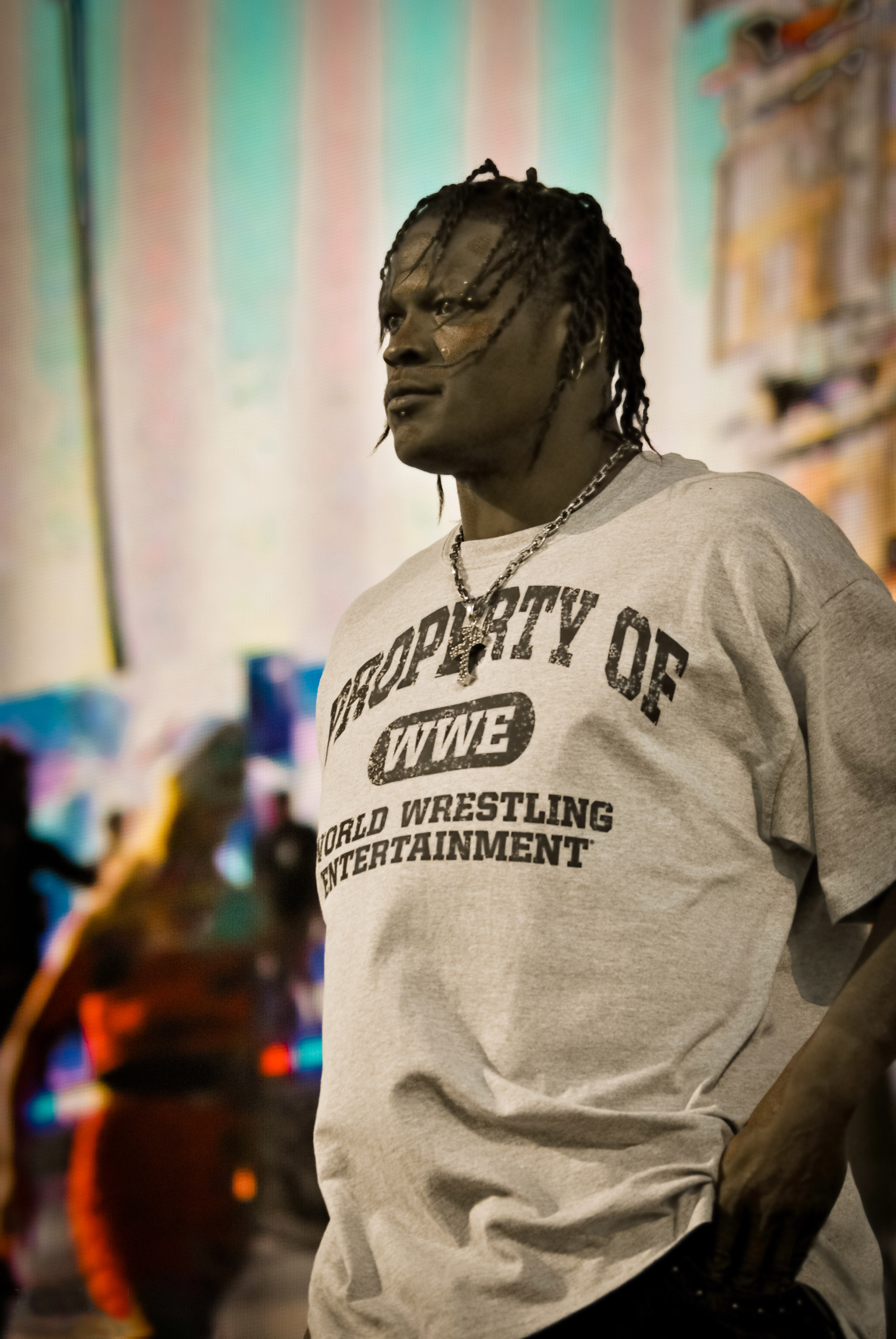
Killings in WWE in 2010

In 2008 her-ondertekende Killings een contract met World Wrestling Entertainment (WWE). Hij ging aan de slag en debuteerde op 25 juli op SmackDown!-brand als R-Truth. Op 29 augustus 2008 maakte hij zijn ring terugkeer als een face ("goedaardig") en versloeg Kenny Dykstra. Op WWE.com won R-Truth een Slammy Award in de categorie "Best Musical Performance". Op 28 augustus 2009 kreeg Killings een feud met Drew McIntyre. Door de feud ontstond er een match tussen de twee op Hell in a Cell, die R-Truth verloor. Op 23 oktober 2009 wonnen R-Truth, Finlay, Matt Hardy en The Hart Dynasty de 'five-on-four handicap match' van Cryme Tyme-lid JTG, Eric Escobar, Dolph Ziggler en Drew McIntyre om te kwalificeren als de deelnemers van "Team SmackDown" op Bragging Rights. Team SmackDown won van team Raw wanneer Raw-lid Big Show zijn team de rug toekeerde.
In de ECW-aflevering op 16 februari 2010 kondigde R-Truth aan dat hij de mentor was van David Otunga op WWE NXT. Op 5 februari 2010, SmackDown-aflevering, R-Truth won een 'elimination chamber qualifying match' tegen Mike Knox. Op Elimination Chamber deed R-Truth mee in een Elimination Chamber match voor het World Heavyweight Championship maar werd geëlimineerd door CM Punk. Op WrestleMania XXVI was R-Truth samen met John Morrison als team tegen The Miz en The Big Show voor het Unified WWE Tag Team Championship, maar ze slaagden niet in hun opzet om het kampioenschap te winnen.
R-Truth en zijn teammaat John Morrison werden door de Draft ("loterij") naar Raw gestuurd. Op 24 mei won R-Truth van The Miz voor het beschikbare United States Championship en het is zijn eerste titel sinds zijn terugkeer naar WWE. Hij verloor later, Raw-aflevering van 14 juni, zijn kampioenschap aan The Miz, die de 'Fatal Four-Way match' won van R-Truth, John Morrison en Zack Ryder.
In de finale van NXT-seizoen 3 was men aangekondigd dat R-Truth de mentor was van Johnny Curtis in de vierde seizoen van NXT. Tijdens de vierde seizoen was R-Truth twee weken inactief wegens een longontsteking en werd tijdelijk vervangen door JTG.
Tijdens Raw-aflevering op 11 april 2011 bekwam R-Truth de 'number one contender' voor het WWE Championship. Er werd voor Extreme Rules een 'Steel Cage match' georganiseerd tussen R-truth en de kampioen John Cena voor het WWE Championship. Tijdens Raw-aflevering op 18 april 2011 werd R-Truth een heel ("kwaadaardig") wanneer hij John Morrison aanviel nadat R-Truth een wedstrijd verloor van Morrison en zo zijn kijk naar een titelwedstrijd op Extreme Rules werd beëindigd. Nu was Morrison de uitdager voor het WWE Championship op Extreme Rules en niet R-Truth. Na de aanviel stak R-Truth een sigaret op en blies rook tegen het aangezicht van Morrison. Op Extreme Rules won kampioen Cena de Steel Cage match van Morrison, die werd aangevallen door R-Truth. Tijdens Raw-aflevering op 9 mei onthuld R-Truth dat zijn aanval op Morrison, geleid had om hem te worden opgenomen in het ziekenhuis (in realiteit, Morrison verwondde zijn nek). Tijdens de laatste weken van mei en begin juni daagde R-Truth John Cena uit. Op Capitol Punishment, op 19 juni, verloor R-Truth van kampioen Cena in een titelmatch voor het WWE Championship.
In het voorjaar van 2012 vormde R-Truth een tag team met Kofi Kingston. In april 2012 won hij samen met Kingston het WWE Tag Team Championship, maar moesten paar weken later de titel afstaan aan Team Hell No. Tijdens de" zomer van 2012 liep hij een blessure op. Na zijn terugkeer worstelde hij opnieuw alleen en probeerde Antonio Cesaro meermaals om zijn titel, het WWE United States Championship, te veroveren maar zonder succes.
Op 1 juni 2025 maakte Killings bekend via X dat zijn contract niet werd verlengd en dat hij de WWE zal verlaten dit bleek later onderdeel te zijn van een Storyline (verhaallijn).

#### terugkeer als Ron Killings
Op 7 juni 2025 tijdens Money in the bank keerde Truth terug om Cody Rhodes en Jey Uso te helpen met hun wedstrijd tegen John Cena en Logan Paul. Later werd bekend dat hij toch een nieuw contract had getekend bij de WWE onder zijn echte naam Ron Killings.

## In worstelen
- Finishers
  - Consequence (TNA; 2002–2004)
  - Flying Jalapeño (TNA) / Lie Detector (WWE; 2009–2011)
  - Hang Time (TNA; 2002–2004)
  - Corkscrew scissors kick - geadopteerd van Booker T (WWE; 2008-2009)
  - Truth Conviction (TNA; soms gebruikt in WWE)
  - What's Up! (WWE; 2011-heden)
- Signature moves
  - Belly to back wheelbarrow facebuster
  - Dragon suplex
  - Facebreaker knee smash
  - Flying Jalapeño
  - German suplex
  - Jumping heel kick enzuigiri
  - Hurricanrana
  - Reverse STO
  - Running or a diving leg drop
  - Sitout hip toss
  - Superkick
- Manager
  - Eve Torres
- Bijnamen
  - "The Truth"
  - "The Suntan Superman"
  - "The Conspiracy Nut"
- Entree thema's
  - World Wrestling Federation/Entertainment
    - Als K-Kwik
      - "Gettin' Rowdy" van Brian Girard James en Ron Killings
      - "Rowdy" van Ron Killings

    - Als R-Truth
      - "What's Up? (Remix)" van Ron Killings[55] (2008–2010, 2011)
      - "Right Time (To Get Crunk)" van Ron Killings (2010–2011)
      - "The Truth Shall set You Free" van Ron Killings (2011)

  - Total Nonstop Action Wrestling / Asistencia Asesoría y Administración
    - Als K-Krush
      - "Still Gettin' Rowdy (instrumentaal)" van Ron Killings
      - "What's My Name? (instrumentaal)" van Ron Killings

    - Als Ron "The Truth" Killings
      - "What's Up?" van Ron Killings
      - "Toma" van Pitbull
      - "He's Back" geproduceerd door Dale Oliver

## Prestaties
- Cyberspace Wrestling Federation
  - CSWF Heavyweight Championship (1 keer)
- Memphis Championship Wrestling
  - MCW Southern Heavyweight Championship (2 keer)
- NWA Wildside
  - NWA Wildside Television Championship (1 keer)
- Pro Wrestling Illustrated
  - PWI Tag Team of the Year (2012; met Kofi Kingston)
- Total Nonstop Action Wrestling
  - NWA World Heavyweight Championship (2 keer)
  - NWA World Tag Team Championship (2 keer met 3Live Kru)
  - TNA World Tag Team Championship (1 keer met Pac-Man Jones)
- World Wrestling Federation/Entertainment/WWE
  - WWF Hardcore Championship (2 keer)
  - WWE 24/7 Championship (53 keer)
  - WWE United States Championship (1 keer)
  - WWE Tag Team Championship (1 keer met Kofi Kingston)
  - Slammy Award
    - "Best Musical Performance" (2008)
- Wrestling Observer Newsletter awards
  - Worst Worked Match of the Year (2006) TNA Reverse Battle Royal op TNA Impact!